# Onze-Lieve-Vrouw Geboortekerk (Blitterswijck)

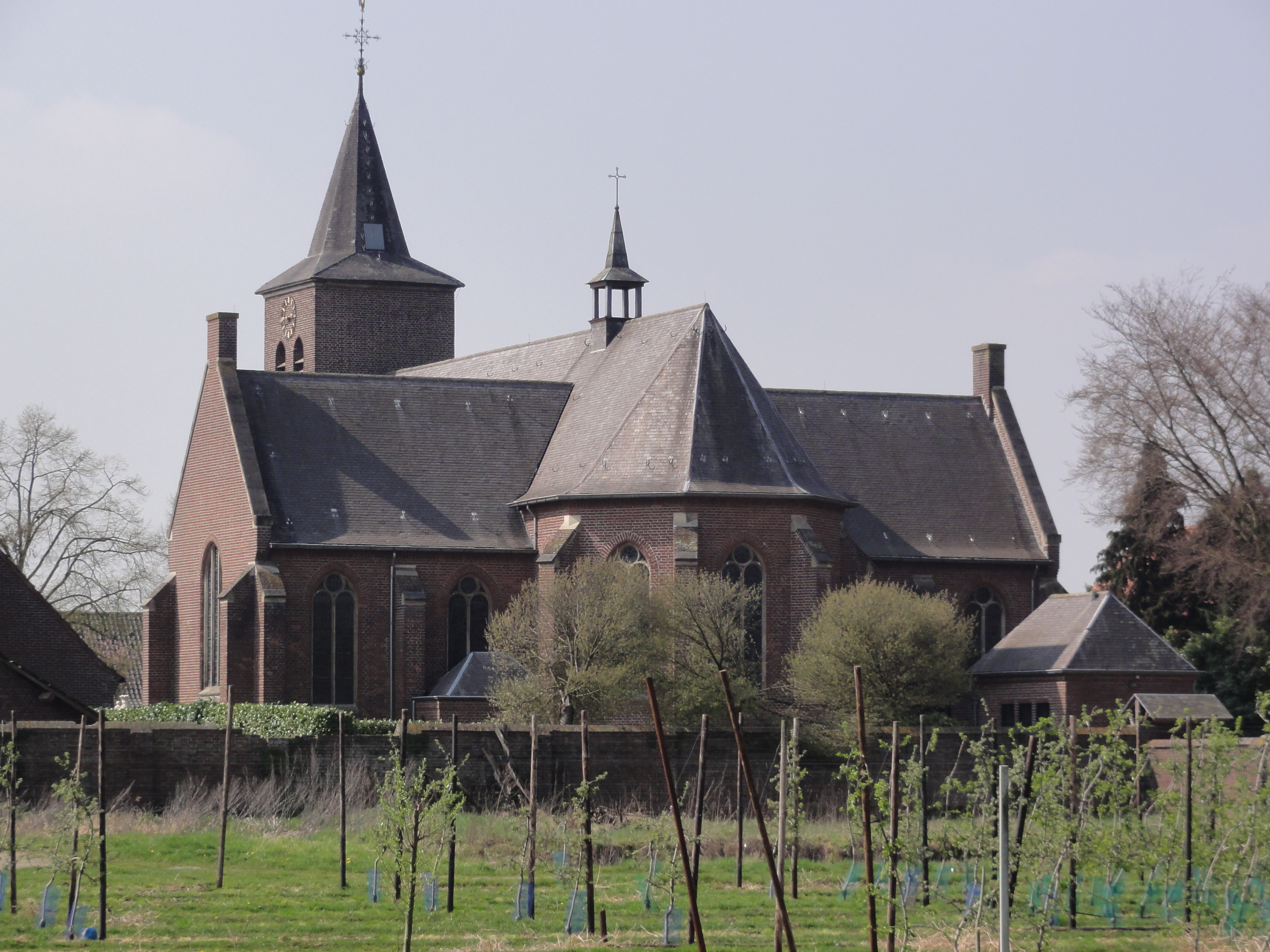
Onze-Lieve-Vrouw Geboortekerk

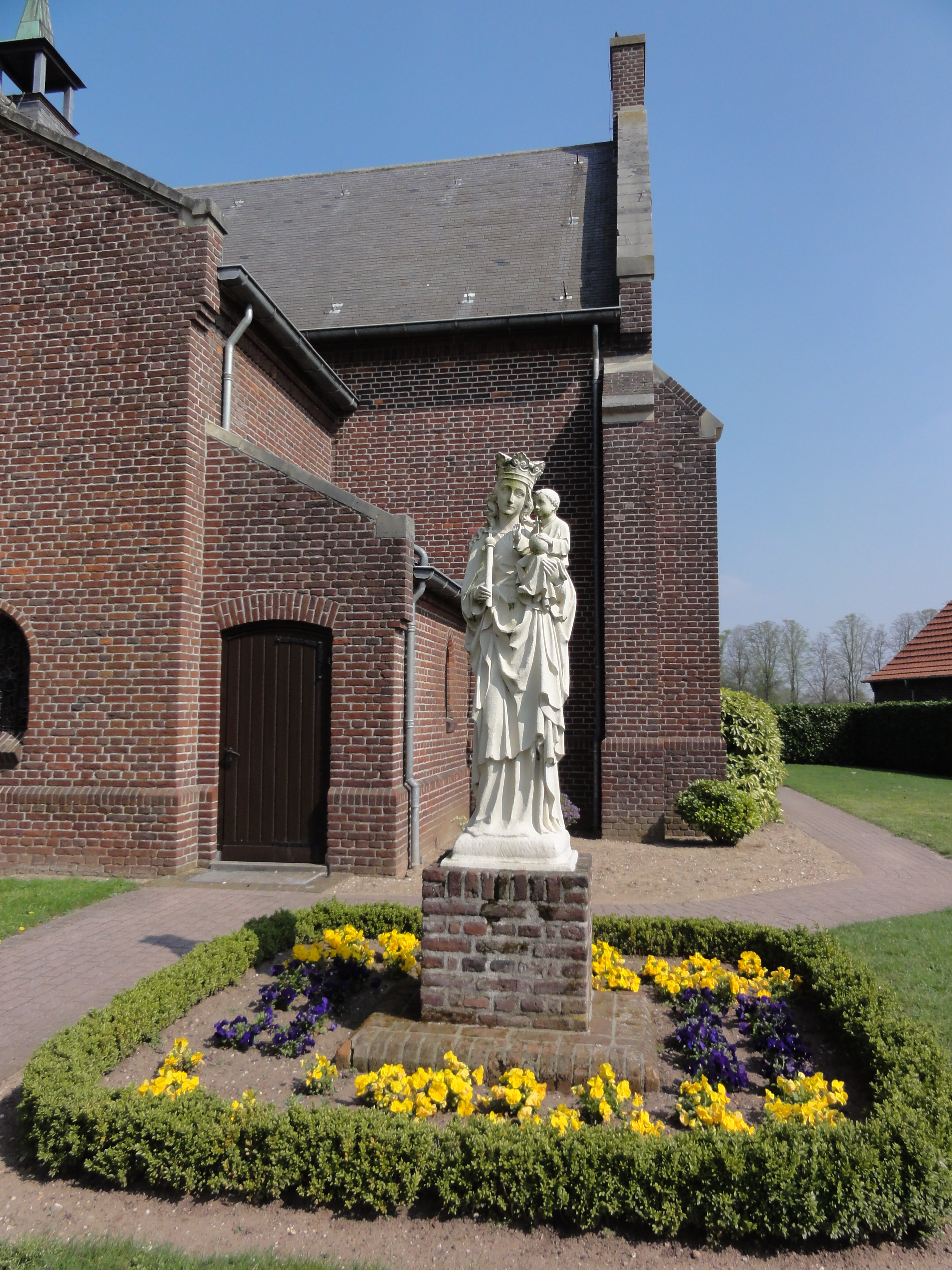
Beeld Maria met Kind

De Onze-Lieve-Vrouw Geboortekerk is de parochiekerk van Blitterswijck, gelegen aan Plein 1.

## Geschiedenis
Van de jaren vóór 1406 zijn geen gegevens bekend, maar het jaartal 1406 was in de oude toren te vinden. In het schip werd het jaartal 1452 aangetroffen. In de 18e eeuw werd het gebouw uitgebreid met een sacristie. De kerk werd in 1876-1878 gerestaureerd door Carl Weber.
Op 21 november 1944 bliezen de zich terugtrekkende Duitsers de toren op. Meer schade nog werd veroorzaakt door de hierop volgende gevechten, terwijl ook de kelder getroffen werd. Daarin lagen de bezittingen van de kerk, die daardoor verloren gingen.
In 1948 werd het schip gerestaureerd en in 1950-1951 werd het schip nog naar het oosten toe uitgebreid. Ook een transept werd toen gebouwd. In een nis aan de buitenkant van de kerk werd een Heilig Hartbeeld van Wim van Hoorn geplaatst. In 1953 werd ook de toren herbouwd.
Het betreft een tweebeukige laatgotische kerk, die geklasseerd is als Rijksmonument.
Het orgel is een Verschueren-orgel uit 1952.